# Giéville
Giéville foi uma comuna francesa na região administrativa da Normandia, no departamento Mancha. Estendia-se por uma área de 10,3 km². Em 2010 a comuna tinha 683 habitantes (densidade: 66,3 hab./km²).
Em 1 de janeiro de 2016, passou a formar parte da nova comuna de Torigny-les-Villes.